# LULU-сглаживание
LULU-сглаживание — нелинейная техника обработки сигналов для удаления импульсного шума из последовательности данных, например, временного ряда. Это нелинейный эквивалент скользящего среднего (или другой техники сглаживания) на временных рядях, похожий на другие техники нелинейного сглаживания, таких как метод Тьюки или медианное сглаживание.

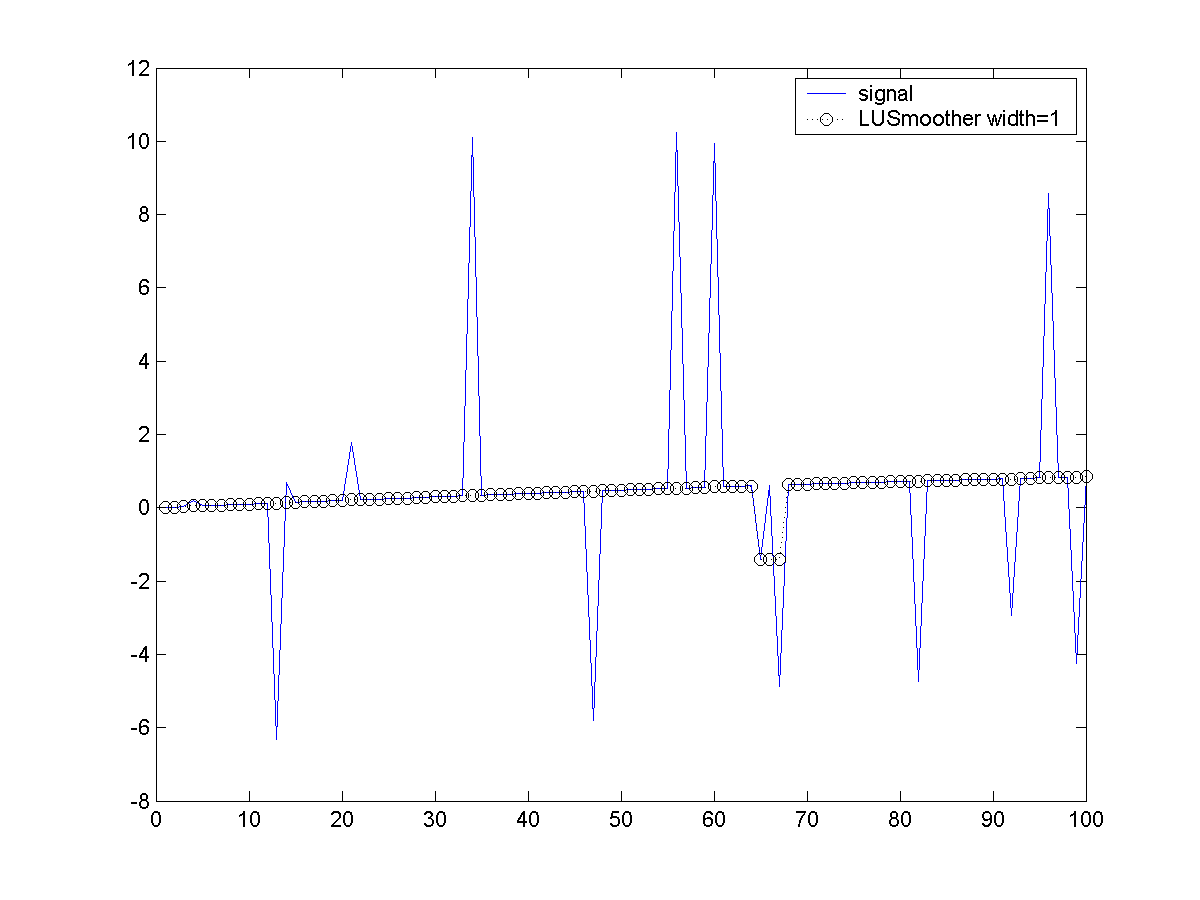
Результат применения LU-фильтра ширины 1 к зашумлённой последовательности

 LULU-фильтры подробно сравниваются с медианными фильтрами в работе Янковица, и они имеют некоторые преимущества, в частности идемпотентность.

## Свойства
Lulu-операторы имеют много привлекательных математических свойств, среди них идемпотентность — то есть, множественное применение оператора возвращает те же результаты, что и одинарное, — и коидемпотентность.
Это следует понимать так: "Идемпотентность означает, что в сглаженных данных не остаётся «шума», а коидемпотентность означает, что невязки не содержат «сигнала»".
При изучении методов сглаживания есть 4 свойства, которые полезно оптимизировать:
1. Эффективность
2. Согласованность
3. Стабильность
4. Производительность

Операторы также можно использовать для разложения сигнала на несколько составляющих, например, как в вейвлет-преобразовании или в преобразовании Фурье.

## История
Lulu-операторы были открыты Карлом Ровером (Carl H. Rohwer) и изучались на протяжении последних 30 лет. Их точные и асимптотические распределения были выведены.

## Принцип работы
Применение Lulu-оператора состоит из повторного применения операторов {\displaystyle min} and {\displaystyle max} на заданном интервале данных.
Как и в случае других операторов сглаживания, требуется задать фиксированную ширину интервала. Lulu-операторы состоят из повторного применения так называемых операторов {\displaystyle L} (нижний) и {\displaystyle U} (верхний), которые определены следующим образом:

### Оператор L
Для оператора {\displaystyle L} ширины {\displaystyle n} над бесконечной последовательностью {\displaystyle (...,x_{j},x_{j+1},...)}, результат его применения к {\displaystyle x_{j}} вычисляется следующим образом:
1. Сначала выбираются {\displaystyle n+1} подпоследовательностей длины {\displaystyle n+1} каждая. Каждая из них содержит элемент {\displaystyle x_{j}}. Например, для ширины 1, выбираются 2 подпоследовательности, каждая длины 2. Для ширины 1 это подпоследовательности {\displaystyle (x_{j-1},x_{j})} и {\displaystyle (x_{j},x_{j+1})}. Для ширины 2 это будут подпоследовательности {\displaystyle (x_{j-2},x_{j-1},x_{j})}, {\displaystyle (x_{j-1},x_{j},x_{j+1})} и {\displaystyle (x_{j},x_{j+1},x_{j+2})}. Для ширины 2 мы обозначим эти подпоследовательности как {\displaystyle seq_{-1}}, {\displaystyle seq_{0}} и {\displaystyle seq_{+1}}.
2. Далее вычисляется минимум каждой из подпоследовательностей. Для длины 2 мы получаем: {\displaystyle (Min(seq_{-1}),Min(seq_{0}),Min(seq_{+1}))}. Это дает нам {\displaystyle n+1} число для каждой точки исходной последовательности.
3. Наконец, вычисляется максимум из полученных минимумов, {\displaystyle Max(Min(seq_{-1}),Min(seq_{0}),Min(seq_{+1}))}, и это и есть значение {\displaystyle L(x_{j})}.

Таким образом, для ширины 2, оператор {\displaystyle L} выглядит так:
{\displaystyle L(x_{j})=Max(Min(seq_{-1}),Min(seq_{0}),Min(seq_{+1}))}

### Оператор U
Оператор {\displaystyle U} определяется совершенно так же, как и оператор {\displaystyle L}, за исключением того, что операторы {\displaystyle Min} и {\displaystyle Max} меняются местами. Например, для ширины 2 имеем:
{\displaystyle U(x_{j})=Min(Max(seq_{-1}),Max(seq_{0}),Max(seq_{+1}))}

### Примеры
Примеры использования операторов {\displaystyle U} и {\displaystyle L}, а также их композиций {\displaystyle UL} и {\displaystyle LU} показаны на следующих графиках.

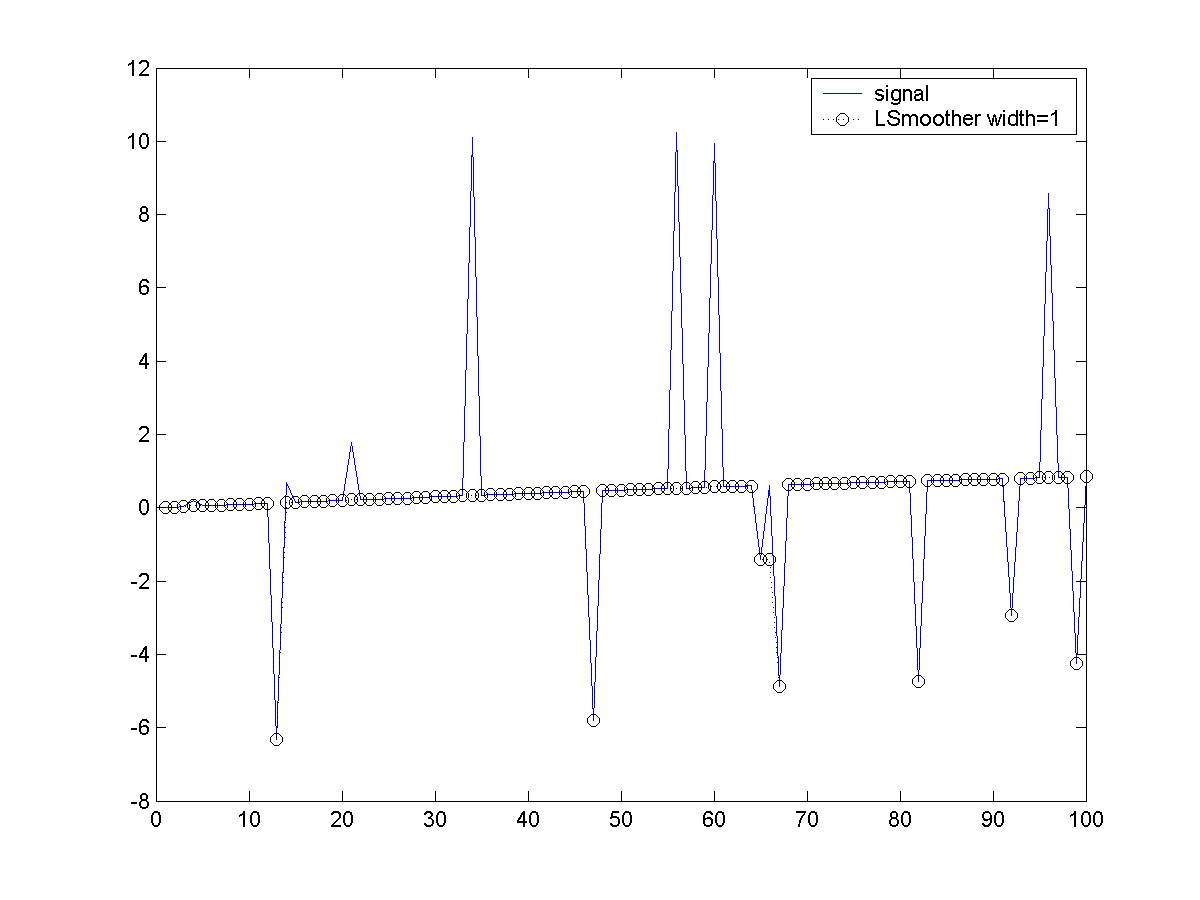
L-фильтр ширины 1

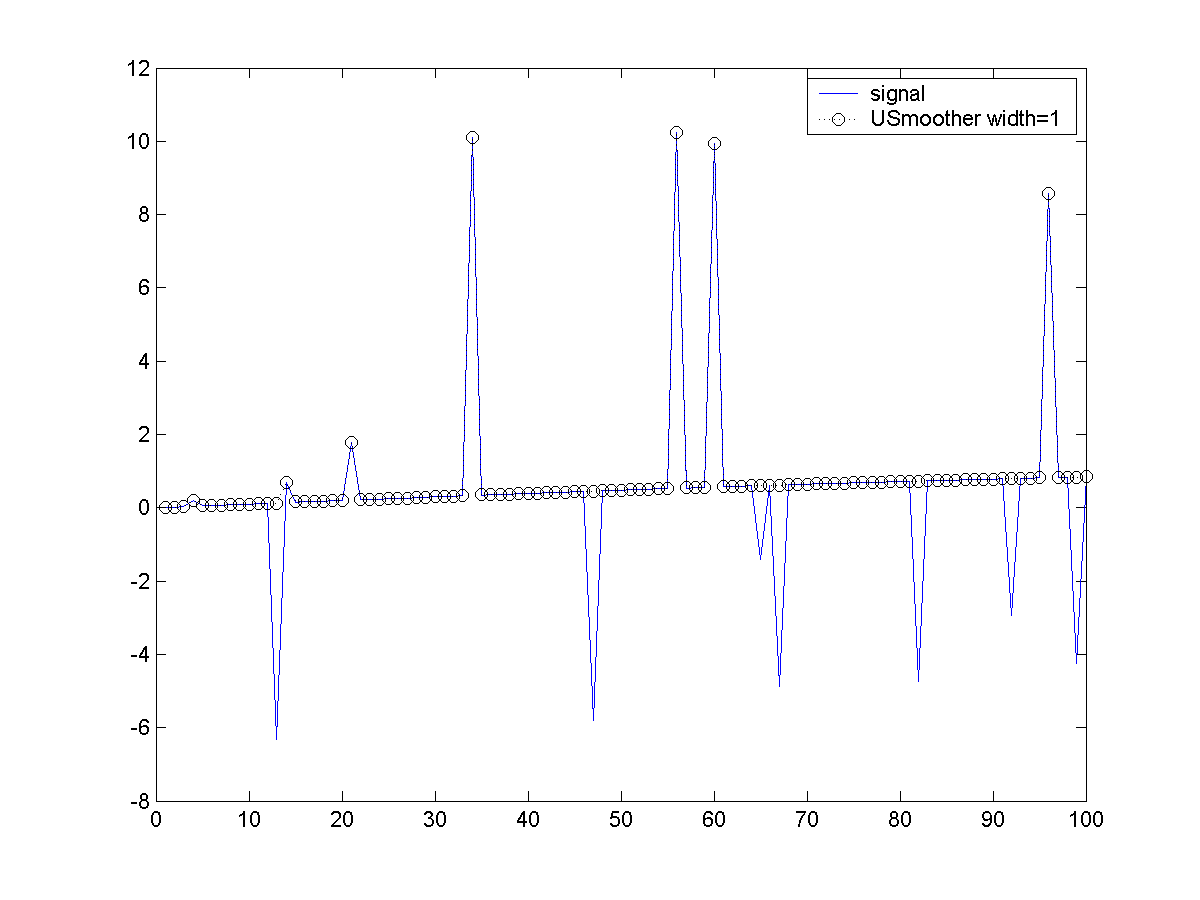
U-фильтр ширины 1

Можно видеть, что результаты применения комбинированных операторов {\displaystyle UL} и {\displaystyle LU} могут различаться. Комбинированные операторы очень эффективно удаляют импульсный шум, за исключением разве что случаев, когда множественные шумовые импульсы встречаются в выборке очень близко. В этом случае фильтр «видит» множественные выбросы как часть сигнала.

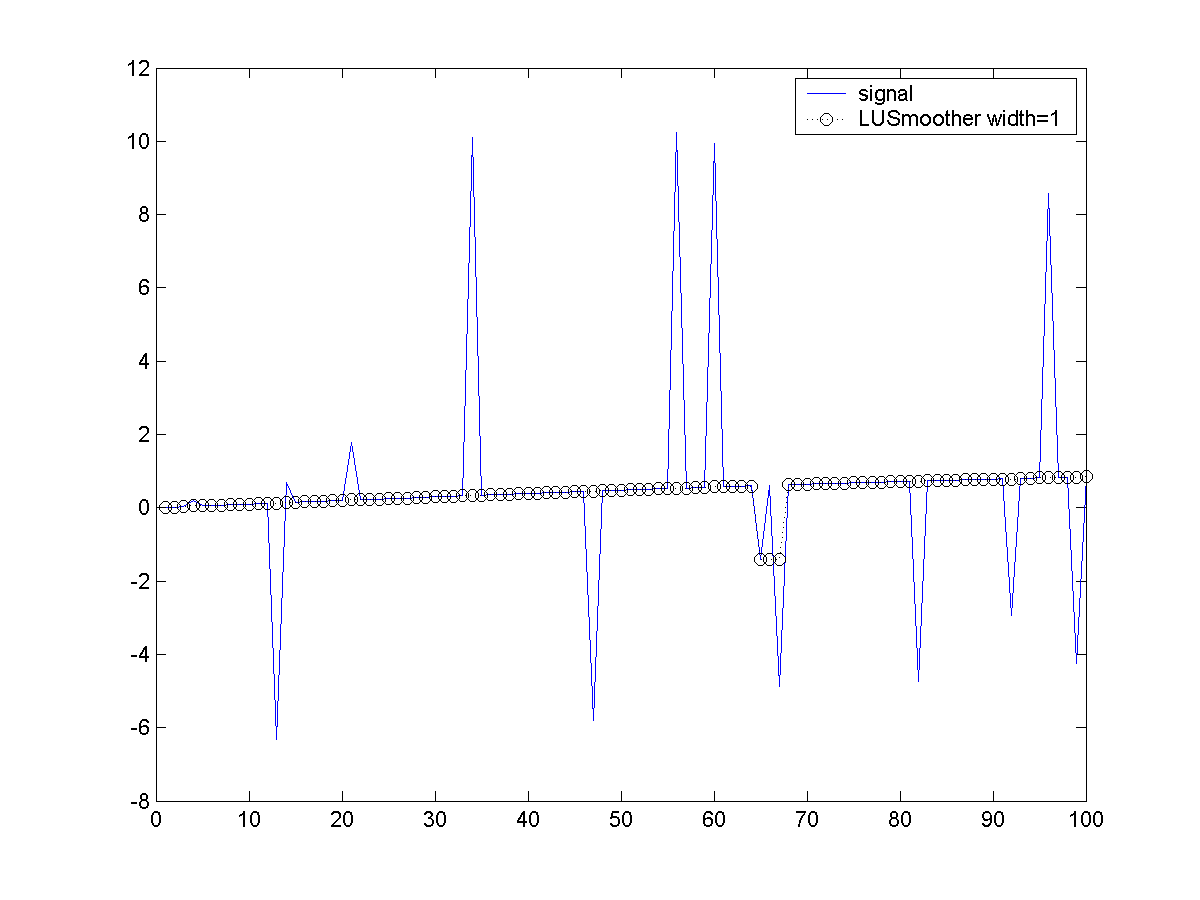
LU-оператор ширины 1

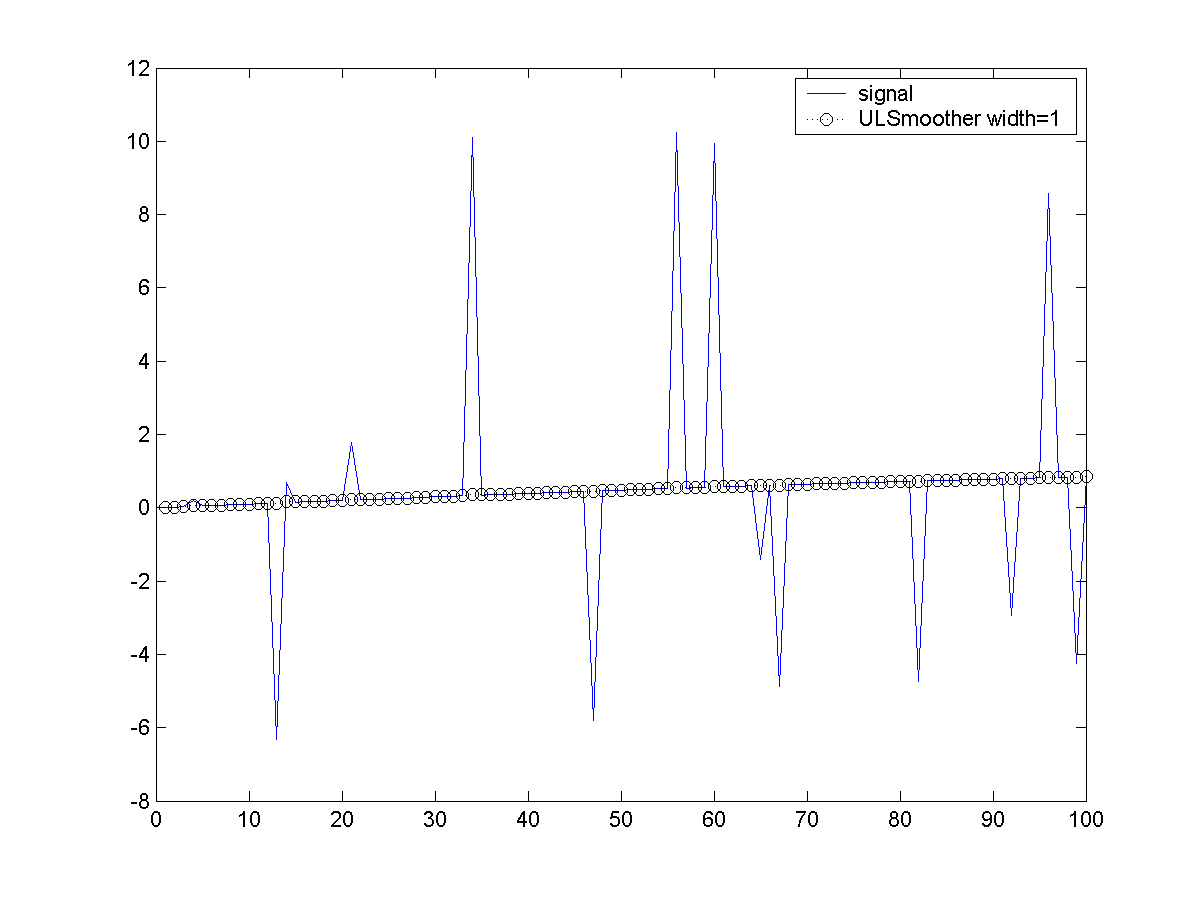
UL-оператор ширины 1